# Лёв, Жольт
Жольт Лёв (венг. Lőw Zsolt; род. 29 апреля 1979[…], Будапешт) — венгерский футболист, левый защитник; тренер.

## Карьера игрока

### Клубная карьера
Свою футбольную карьеру Лёв начал в клубе «Уйпешт», за который он дебютировал в возрасте 17 лет 29 сентября 1998 года в матче против «Брюгге» в ответной встрече первого раунда розыгрыша Кубка УЕФА. Со временем Жольт стал игроком основного состава команды и суммарно сыграл за венгерский клуб 97 игр, отметившись шестью забитыми мячами.
В летнее трансферное окно 2002 года Лёв перебрался в Германию — в клуб «Энерги» из Котбуса, выступавший в то время в Бундеслиге. За свой новый клуб Жольт дебютировал в первом же туре чемпионата 10 августа 2002 года против «Байера», однако по итогам сезона вместе с командой он вылетел во вторую Бундеслигу, заняв последнее место в турнирной таблице.
В 2005 году Лёв перешёл в «Ганзу», но сначала из-за травмы бедра, а потом по причине ухода Йорга Бергера с поста главного тренера команды Жольт выбыл из основного состава.
Летом 2006 года Лёв вновь сменил клуб: на сей раз трансфер состоялся в амбициозный «Хоффенхайм», в который были сделаны крупные вложения его президентом Дитмаром Хоппом. За два сезона Лёв вместе с командой сумел преодолеть путь от Регионаллиги до Бундеслиги, но перестал входить в дальнейшие планы руководства команды, стремившейся закрепиться в высшем дивизионе. В январе 2009 года Жольт был продан в «Майнц 05», переживавший перестройку под руководством Йорна Андерсена после ухода Юргена Клоппа.
В 2011 году Лёв завершил свою игровую карьеру в возрасте 33-х лет.

### Карьера в сборной
Лёв неоднократно привлекался к играм национальной команды. Жольт дебютировал за сборную Венгрии 7 сентября 2002 года в товарищеском матче с Исландией, в котором он провёл на поле все 90 минут, забил гол на 76 минуте, ставший победным, и отметился также жёлтой карточкой. Всего за карьеру в сборной Лёв принял участие в 23-х матчах.

## Тренерская карьера
Спустя год после завершения игровой карьеры Лёв присоединился к тренерскому штабу второй команды зальцбургского «Ред Булла» — «Лиферинга» — в качестве ассистента Петера Цайдлера, и сумел вывести её в первый дивизион. В мае 2014 года он был переведён в руководство основы «Ред Булла» новым главным тренером Ади Хюттером.
16 июня 2015 года Жольт был приглашён Ральфом Рангником в «РБ Лейпциг».